# Gimme Some Truth (Lied)
Gimme Some Truth (englisch Gib mir etwas Wahrheit) ist ein Protestlied des britischen Künstlers John Lennon, das 1971 auf dem Album Imagine veröffentlicht wurde. Komponiert wurde es ebenfalls von John Lennon.

## Hintergrund

### Aufnahme der Beatles
Die Ursprünge der Komposition von Gimme Some Truth gehen auf die Reise der Beatles nach Rishikesh, Indien, im Mai 1968 zurück, wo sie mit Maharishi Mahesh Yogi Transzendentale Meditation studierten.
Am 3. Januar 1969, dem zweiten Tag der Get Back / Let It Be-Sessions, spielten die Beatles erstmals Gimme Some Truth. Weitere drei Versionen wurden am 7. Januar eingespielt. Eine Version ist auch im ersten Teil der dreiteiligen 2021er Dokumentation The Beatles: Get Back zu sehen. Während der Aufnahmen im Januar 1969 assistierte Paul McCartney bei der Ausarbeitung des Liedes. Eine weitere Ausarbeitung von Gimme Some Truth erfolgte nicht, sodass eine Fertigstellung durch die Beatles unterblieb.
Besetzung:
- John Lennon: Gitarre, Gesang
- Paul McCartney: Bass, Hintergrundgesang
- George Harrison: Leadgitarre
- Ringo Starr: Schlagzeug

Am 15. Oktober 2021 erschien die 50-jährige Jubiläumsausgabe des Beatles-Albums Let It Be (Super Deluxe Box), auf dieser befindet sich auch Gimme Some Truth. Die Abmischung erfolgte von Giles Martin und Sam Okell.

### Aufnahme von John Lennon
In 1971 wollte Lennon sein neues Album Imagine aufnehmen und verwendete auch ältere Lieder wie I Don’t Wanna Be a Soldier, Mama, Oh My Love, Jealous Guy und auch Gimme Some Truth. Die Aufnahmen für das Album fanden im Wesentlichen vom 24. bis zum 29. Mai 1971 in Lennons eigenem Studio, den Ascot Sound Studios, in Tittenhurst Park statt. Ausführende Produzenten des Liedes waren John Lennon, Yoko Ono und Phil Spector. Der Text von Gimme Some Truth wurde aktualisiert und hatte nun Anspielungen auf den amtierenden US-Präsident Richard Nixon, der als „Tricky Dicky“ bezeichnet wird. Gimme Some Truth war einer der frühesten Protestsongs von Lennon.
John Lennon sagte zum Lied: „Seite zwei (des Albums) beginnt mit Gimme Some Truth, einer, den ich vor ein oder zwei Jahren begonnen habe – wahrscheinlich in Indien. Wir haben dort viel geschrieben. Es war ein alter Lick, den ich schon lange hatte, aber ich habe den Text wieder geändert. Ich mag den Track, weil er gut klingt, aber er hat nicht viel Aufmerksamkeit bekommen, also ist es ein persönlicher Track, dessen Sound ich mag. Die Gitarren sind gut und die Stimme klingt gut und, weißt du, und sie sagt, was sie sagt. George macht ein scharfes Solo mit seinem Stahlfinger.“
Besetzung:
- John Lennon – Gesang, Gitarre
- George Harrison – Gitarre, Slide-Gitarre
- Nicky Hopkins – Klavier
- Rod Linton – Akustische Gitarre
- Andy Davis – Akustische Gitarre
- Klaus Voormann – Bass
- Alan White – Schlagzeug

Am 9. September 1971 wurde das Album Imagine in den USA und fast einen Monat später am 8. Oktober in Großbritannien veröffentlicht. Auf dem ursprünglichen Album hatte das Lied noch den Titel Give Me Some Truth. Am 1. November 1982 wurde in Großbritannien die Single Love / Give Me Some Truth veröffentlicht. Lennon ließ die Aufnahmen von Gimme Some Truth am 25. Mai 1971 in den Ascot Sound Studios filmen. Auch das Overdubbing seines Leadgesangs am 28. Mai wurde gefilmt. Teile der Aufnahmen wurden 1971 für den Film Imagine verwendet.
Im April 2000 wurde die DVD John Lennon – Gimme Some Truth: Making of the Album „Imagine“ veröffentlicht, die wiederum alternative Versionen und neue Abmischungen beinhaltet.

## Wiederveröffentlichung
- Die Single Love / Give Me Some Truth erschien am 1. November 1982 in Großbritannien[6] und Deutschland.
- Im Februar 2000 wurde das Album in einer remasterten und neu abgemischten Version ohne Bonusstücke wiederveröffentlicht. Die Neuabmischung erfolgte im Herbst 1999 in den Abbey Road Studios unter der Aufsicht von Yoko Ono. Der Remix-Ingenieur war Peter Cobbin.
- Am 5. Oktober 2018 erschien die bisher inhaltlich umfangreichste Wiederveröffentlichung der Imagine-Aufnahmen. Die Lieder des Albums wurden von Paul Hicks in den Abbey Road Studios und den Sear Sound Studios neu abgemischt. Für die Neuabmischung gab Yoko Ono die Anweisung, dass der Sound des Albums und der Gesang von John Lennon klarer, hörbarer werden sollten. Darüber hinaus wurde auch eine 5.1-Abmischung hergestellt. Die Super-Deluxe-Box enthält auch eine längere Version von Gimme Some Truth (Take 4).[7][8]

## Sonstiges
Gimme Some Truth wurde auch als Titelgeber für die beiden Kompilationsalben Gimme Some Truth (2010) und GIMME SOME TRUTH. (2020) verwendet.

## Coverversionen
- Generation X – Generation X[9]
- Travis – More Than US E.P.[10]
- Pearl Jam – 2001 Annual Vinyl Single[11]